# Louise Bourgeois

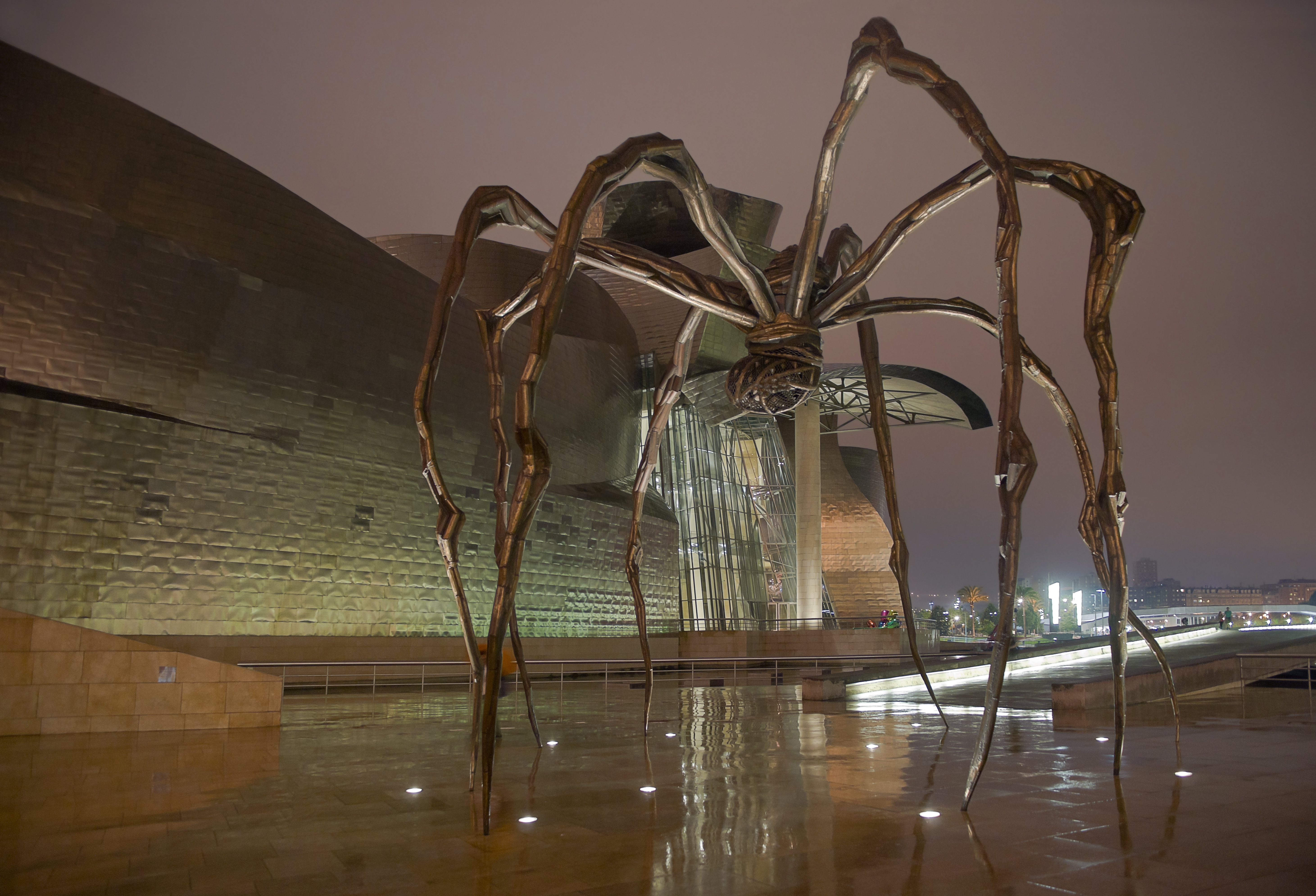
Kopia Matki przed Muzeum Guggenheima w Bilbao

Louise Joséphine Bourgeois (ur. 25 grudnia 1911 w Paryżu, zm. 31 maja 2010 w Nowym Jorku) – francusko-amerykańska rzeźbiarka.
Odznaczona National Medal of Arts i Legią Honorową.

## Życiorys
W maju 1919 roku rodzina Bourgeois nabyła posiadłość w Antony – w jej skład wchodził dom, pobliskie atelier, szklarnia i ogrody na drugim brzegu rzeki Bievre. W 1920 roku Louise oraz jej rodzeństwo: Pierre i Henriette, podjęli naukę w szkole w Antony. Rok później Louise zaczęła uczęszczać do College Sevigne, a następnie do Lycée Fénelo w Paryżu, gdzie zdała maturę. Kiedy Monsieur Gounod z manufaktury Gobelins nie pojawiał się w pracy, dwunastoletnia Louise mogła wykorzystać swoje uzdolnienia rysunkowe w warsztacie tkackim. Dziewczynka sporządzała szkice do rekonstrukcji brakujących fragmentów tkanin. Największym uszkodzeniom ulegała z reguły dolna część tkanin, Bourgeois nabierała więc wprawy w rysowaniu nóg i stop. Ten motyw przewijał się regularnie w jej późniejszej twórczości.
Tuż po I wojnie światowej matka Louise, Joséphine Valérie Fauriaux, zapadła na grypę hiszpankę. Louise przerwała naukę, by się nią zaopiekować – towarzyszyła jej podczas pobytu w Hotel des Anges w Le Cannet.
W latach 1923–1928 rodzina Bourgeois wynajęła Villę Marcel w Le Cannet, gdzie spędzała zimy, lata zaś w Antony. Louise podjęła ponownie naukę, tym razem w Lycée International w Cannes. W tym czasie obie z matką zawarły bliską znajomość z Pierre’em Bonnardem.
Jako dwudziestojednoletnia dziewczyna uczęszczała na wykłady rachunku różniczkowego i geometrii na Sorbonie; uzyskała też licencjat w dziedzinie filozofii na Uniwersytecie Paryskim. Jej praca dotyczyła Blaise’a Pascala i Immanuela Kanta. Dzięki rodzinnym znajomościom Louise uczestniczyła w wyprawie do Skandynawii i Rosji. 14 września 1932 roku w Antony umarła matka Louise.
W latach 30. Louise przeniosła swe zainteresowania z nauk matematycznych na sztukę. Przez kilka lat studiowała w pracowniach rozmaitych artystów na Montparnasse i Montmartre. Podczas kolejnej wyprawy do Rosji zapoznała się z teatrem moskiewskim oraz twórczością rosyjskich konstruktywistów. Przez dwa lata pracowała jako asystentka w pracowni Yves’a Brayera – jej rola polegała na zatrudnianiu modelek, przeważnie prostytutek. W tym czasie studiowała m.in. pod kierunkiem Fernanda Legera, który zainspirował Louise twórczością rzeźbiarską.
W 1937 roku Louise rozpoczęła studia historii sztuki w Ecole du Louvre z zamiarem uzyskania uprawnień przewodnika wycieczek po Luwrze. Również podnajęła część pracowni ojca, Louisa Isidora Bourgeois, gdzie otworzyła własną galerię sztuki, oferującą grafiki i obrazy Delacroix, Matisse’a i Bonnarda. W galerii poznała Amerykanina Roberta Goldwatera, historyka sztuki, zbierającego w Paryżu materiały do pracy doktorskiej. Oświadczył się Louise Bourgeois – ich ślub odbył się 12 września 1937 roku w Paryżu. Jeszcze w tym samym roku Bourgeois wraz z Goldwaterem przeprowadziła się do Nowego Jorku.
Tam Louise przystąpiła do Art Students League, studiując pod kierunkiem Vaclava Vytlacila; zaczęła zajmować się grafiką. Dzięki swojemu mężowi, który cieszył się wysoką pozycją w kręgach krytyków i historyków sztuki, Louise zaczęła obracać się w środowisku wybitnych autorytetów w dziedzinie sztuki.
Louise Bourgeois zmarła 31 maja 2010 roku w Nowym Jorku w wieku 98 lat w wyniku ataku serca.

## Życie prywatne
Jej mężem w latach 1937–1973 był historyk sztuki Robert Goldwater. Mieli trzech synów: Michela (zm. 1990), Alaina Bourgeoisa i Jean-Louis Bourgeois (1940–2022).

## Prace i projekty
W twórczości Louise Bourgeois przewijał się motyw tkania i opracowywania materiałów, co najprawdopodobniej jest związane z jej dzieciństwem. Najczęściej podejmowanym przez nią wątkiem był pająk konstruujący swoją sieć, wzbudzający zaufanie i poczucie bezpieczeństwa.

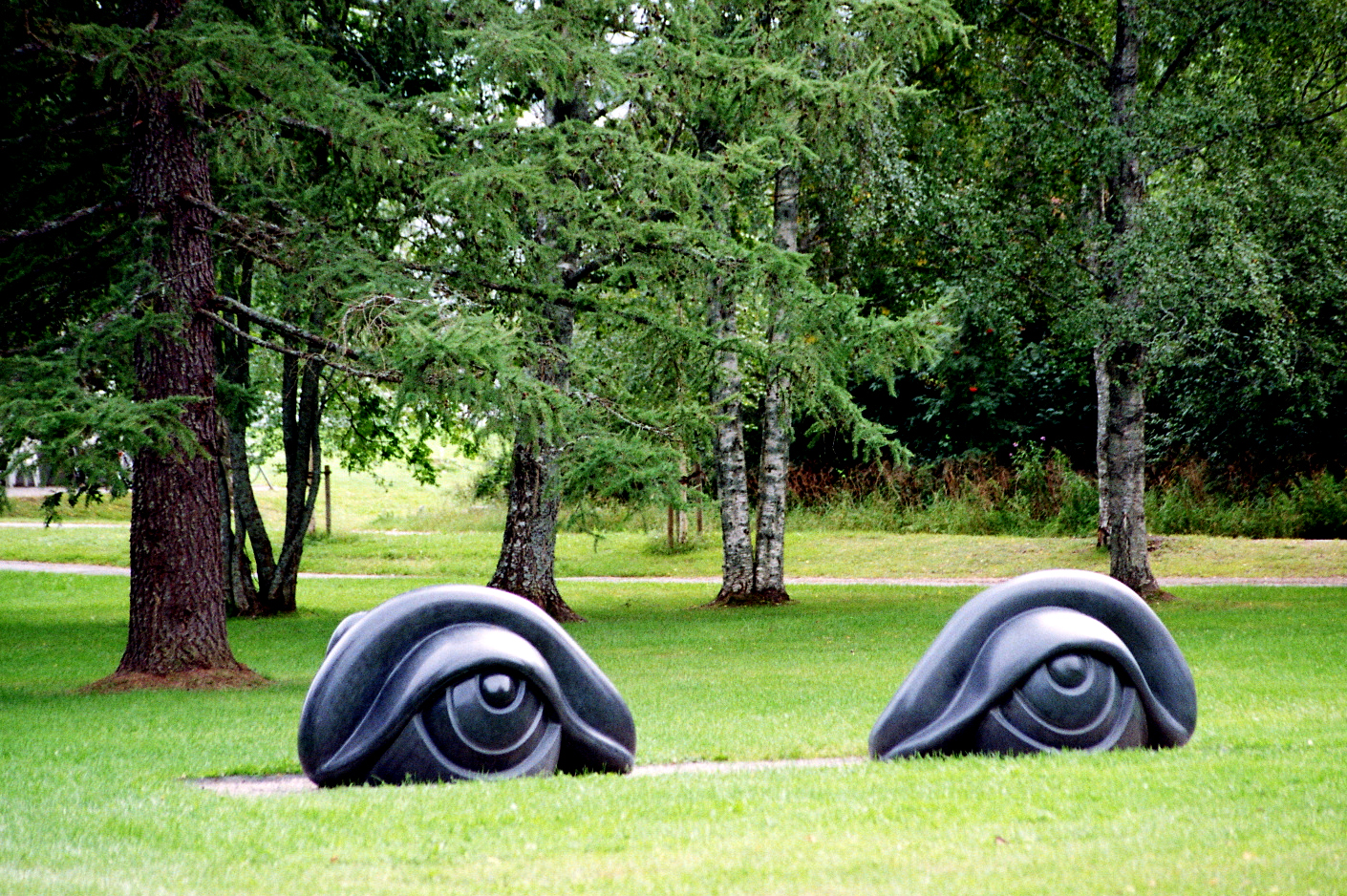
Praca Eye Benches II

W 1938 roku przeprowadziła się do USA, gdzie w 1947 roku wystawiła swoje rzeźby. Choć jej wystawa była sukcesem i Muzeum Sztuki Współczesnej w Nowym Jorku zakupiło jedną z jej prac, była ignorowana przez rynek sztuki do lat 70. Dopiero w 1993 roku reprezentowała USA na Biennale w Wenecji. Jedną z jej najbardziej znanych rzeźb jest Matka – gigantyczny (ponad 9-metrowy) pająk ze stali i marmuru, będący od 2008 roku własnością Tate Britain. Artystka wykonała także sześć kopii Matki z brązu.